# Sidney D'Albrook
Sidney D'Albrook est un acteur américain né le 3 mai 1886 à Chicago, Illinois (États-Unis), mort le 30 mai 1948 à Los Angeles (Californie) d'une attaque cardiaque.

## Filmographie
- 1914 : The Power of the Press : rôle indéterminé
- 1914 : His Old Pal's Sacrifice
- 1914 : Just a Kid
- 1914 : The Bond Sinister
- 1915 : The Governor's Boss : renard
- 1915 : The House of Horror
- 1915 : All for a Girl : Prince De Cauchy
- 1915 : A Mystery of the Mountains
- 1915 : Count Twenty
- 1916 : His Little Story
- 1916 : The Gilded Cage : Nickolai
- 1917 : The Bitter Truth : le pasteur
- 1917 : The Dancer's Peril : Boris
- 1917 : God's Man : Quimby Quivvers
- 1917 : Two Little Imps : le voleur
- 1917 :  Somewhere in America (en) de William C. Dowlan : Shifty
- 1917 : Draft 258 de Christy Cabanne : italien
- 1918 : Under Suspicion : Murphy
- 1918 : With Neatness and Dispatch : Daly
- 1918 : L'Auberge isolée (Heart of the Wilds) de Marshall Neilan : l'indien Nuage Gris
- 1918 : Life's Greatest Problem : un agitateur
- 1918 : The Challenge Accepted : Billy Murphy
- 1919 : Three Men and a Girl : Guide
- 1919 : The Lost Battalion : le voleur
- 1920 : The Flaming Clue : Aaron Prine
- 1920 : Roman Candles : le chef du service secret
- 1920 : Les Mutinés de l'Elsinore (The Mutiny of the Elsinore) d'Edward Sloman : Crimp Sherman
- 1921 : The Son of Wallingford : Bertram Beegoode
- 1921 : Big Game
- 1921 : The Right Way de Sidney Olcott : le jeune homme pauvre
- 1921 : A Motion to Adjourn : Archie Warner
- 1922 : Little Miss Smiles de John Ford : l'Araignée
- 1922 : I Can Explain : López
- 1922 : Cent à l'heure (Across the Continent) de Phil Rosen : Tom Brice
- 1922 : Over the Border (en) de Penrhyn Stanlaws  : Snow Devil
- 1922 : West of Chicago : le petit anglais
- 1922 : The Fighting Guide : Grant Knowles
- 1923 : Bucking the Barrier : Tyson
- 1923 : Un nouveau Napoléon (Tea: With a Kick!) de Erle C. Kenton : Pietro
- 1923 : Let's Build
- 1923 : Call of the Wild : Charles
- 1923 : Heavy Seas
- 1923 : Roughing It
- 1923 : The Great Outdoors
- 1923 : The Darkest Hour
- 1924 : Help One Another
- 1924 : Hunters Bold
- 1924 : The King of the Wild Horses
- 1924 : Hit the High Spots
- 1924 : Bottle Babies
- 1924 : Suffering Shakespeare
- 1924 : Stolen Goods
- 1924 : Radio Mad
- 1924 : A Hardboiled Tenderfoot
- 1924 : South o' the North Pole
- 1924 : Lost Dog
- 1924 : Hot Stuff
- 1924 : Deaf, Dumb and Daffy
- 1924 : Black Hands
- 1924 : The Rubber-Neck
- 1925 : Laugh That Off
- 1925 : The Fox Hunt
- 1925 : Excuse My Glove
- 1925 : Black Hand Blues
- 1925 : Wild Papa (en)  de Nicholas T. Barrows et J. A. Howe : Ambrose
- 1925 : The Royal Four-Flush
- 1925 : Without Mercy : Sugden
- 1926 : Charley My Boy : Assistant
- 1926 : So This Is Paris? : officier de police
- 1927 : The Princess from Hoboken (en) d'Allan Dale : Tony
- 1927 : Le Roi des rois (The King of Kings), de Cecil B. DeMille : Thomas
- 1927 : Chicago : Photographe
- 1928 : Bessie à Broadway (The Matinee Idol) : J. Madison Wilberforce
- 1929 : The Spirit of Youth : promoteur de combat
- 1929 : Je suis un assassin (The Valiant) de William K. Howard : Guard
- 1930 : Party Girl : Investigateur
- 1930 : Midnight Mystery : Barker
- 1930 : The Bat Whispers de Roland West : sergent de police
- 1931 : Corsair
- 1932 : Le Bel Étudiant (Huddle) de Sam Wood
- 1934 : Journal of a Crime : conducteur du camion
- 1934 : Tripping Through the Tropics
- 1934 : The Girl from Missouri : charpentier
- 1934 : L'Île au trésor (Treasure Island) : Joyce
- 1934 : Jealousy (en) de Roy William Neill : petit rôle
- 1935 : Toute la ville en parle (The Whole Town's Talking) de John Ford : serveur
- 1935 : Hi, Gaucho! : vieux citadin
- 1935 : Ville sans loi (Barbary Coast) : Vigilante
- 1935 : Professional Soldier : petit rôle
- 1936 : Give Us This Night : Prisonier
- 1936 : Blackmailer : Fireman
- 1936 : Une aventure de Buffalo Bill (The Plainsman)
- 1937 : Maid of Salem : chasseur
- 1937 : Venus Makes Trouble
- 1937 : Alerte aux banques (Bank Alarm) : Grimes
- 1937 : Le Dernier Train de Madrid (The Last Train from Madrid) : militien
- 1937 : The 13th Man : Dr. Randolph Gorman
- 1937 : Boots of Destiny : Shérif
- 1937 : San Quentin
- 1937 : Prescription for Romance : chauffeur de taxi
- 1937 : Wells Fargo : un citadin
- 1938 : Le Retour d'Arsène Lupin (Arsène Lupin Returns) : Alois
- 1938 : Romance in the Dark : vendeur de journaux
- 1938 : The Chaser : Motorman
- 1938 : Vous ne l'emporterez pas avec vous (You Can't Take It with You) de Frank Capra : le curateur
- 1938 : The Spider's Web :  Spike #2 [Ch. 13]
- 1938 : Toute la ville danse (The Great Waltz)
- 1939 : Stand Up and Fight : Député
- 1939 : I'm from Missouri : fermier
- 1939 : Union Pacific : un homme
- 1939 : Grand Jury Secrets : policier
- 1939 : Our Leading Citizen : un ouvrier
- 1939 : Tropic Fury de Christy Cabanne : Mug
- 1939 : Rio : Convict
- 1939 : L'Étonnant M. Williams (The Amazing Mr. Williams) : un piéton
- 1940 : Mystery Sea Raider : homme sur le quai
- 1940 : Third Finger, Left Hand de Robert Z. Leonard : homme à la gare
- 1940 : Les Tuniques écarlates (North West Mounted Police) : Anton
- 1941 : Magie musicale (There's Magic in Music) : l'homme figé
- 1941 : Les Oubliés (Blossoms in the Dust) : Lane
- 1941 : Wedding Worries : le père de Mickey
- 1942 : The Man Who Returned to Life : shérif député
- 1942 : Mon secrétaire travaille la nuit (Take a Letter, Darling) : l'homme débordé
- 1942 : Madame Miniver (Mrs. Miniver) : l'homme dans le magasin
- 1942 : I Married an Angel : portier
- 1943 : L'Amour travesti (Slightly Dangerous) : le client
- 1943 : L'Homme-léopard (The Leopard Man) de Jacques Tourneur : barman servant Helene et Dwight
- 1943 : The Good Fellows de Jo Graham
- 1943 : The Cross of Lorraine : une victime
- 1943 : Jack London : Pete
- 1944 : Les Conspirateurs (The Conspirators)
- 1946 : Golden Slippers : le barman
- 1947 : Le Maître de la prairie (The Sea of Grass) (The Sea of Grass) d'Elia Kazan
- 1947 : The Perils of Pauline : reporter
- 1947 : La Danse inachevée (The Unfinished Dance) : Gallagher
- 1947 : Desire Me : l'assistant
- 1948 : The Miracle of the Bells
- 1948 : The Sainted Sisters : 'un citadin
- 1948 : La Belle imprudente (Julia Misbehaves) : Tony, le serveur au Pub
- 1949 : Song of Surrender (en) de Mitchell Leisen : Bidder